# Ahmet Muhtar Merter

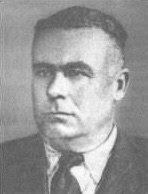
Ahmet Muhtar

Ahmet Muhtar Merter (* 1. Juli 1891 in Istanbul; † 2. Oktober 1959 ebenda) war ein türkischer Widerstandskämpfer während des türkischen Befreiungskrieges. Das Stadtviertel Merter in Istanbul ist nach ihm benannt worden. Merter war 1957, 1958 und 1959 der Ağa (Schirmherr) des türkischen Nationalsports Öl-Ringkampf (Yağlı güreş). Muhtar Merters Bild hängt heute im Museumstrakt des Anıtkabirs. Ihm zu Ehren wurde in Istanbul eine Grund- und Mittelschule benannt.

## Trivia
Ahmet Muhtar Merter war der Schwager Tevfik Sağlam Paschas. Der Psychiater Nesip Mustafa Merter ist sein Enkel und die türkische Schauspielerin Selma Merter ist seine Urenkelin.